# Modriča
Modriča (Servisch: Модрича) is een stad en gemeente in de Servische Republiek in het noorden van Bosnië en Herzegovina. De gemeente Modriča had in 1991 35.613 inwoners, de stad Modriča zelf had er in dat jaar 10.454. De gemeente Modriča heeft een oppervlakte van 297 km².

## Geschiedenis
De huidige stad Modriča stamt uit de 13de eeuw.
Tijdens de Bosnische oorlog werd Modriča vooral door zijn ligging tussen door Serviërs gecontroleerde gebieden in het oosten en westen, door Kroaten gecontroleerde gebieden in het noorden en door Bosnische moslims gecontroleerde gebieden in het zuiden relatief zwaar getroffen.

## Plaatsen
Behalve de stad Modriča liggen in de gemeente nog de volgende plaatsen: Babešnica, Botajica, Čardak, Dobra Voda, Dobrinja, Dugo Polje, Garevac, Jakeš, Kladari Donji, Kladari Gornji, Koprivna, Kužnjača, Miloševac, Modriča, Modrički Lug, Pećnik, Riječani Donji, Riječani Gornji, Skugrić Gornji, Tarevci en Vranjak.

## Demografie
In 1991 was de bevolking van de gemeente Modriča als volgt op gedeeld tussen verschillende volkeren:
- Serviërs: 12.534 (35,20 %)
- Bosniaken: 10.375 (29,13 %)
- Kroaten: 9.805 (27,53 %)
- Joegoslaven: 1.851 (5,20 %)
- Overige: 1.048 (2,94 %)

De bevolking van de stad was als volgt op gedeeld:
- Bosniaken: 5.252 (60,06 %)
- Serviërs: 2.420 (17,54 %)
- Joegoslaven: 1.347 (15,33 %)
- Kroaten: 1.134 (3,89 %)
- Overige: 301 (3,18 %)

## sport
De voetbalclub FK Modriča Maksima komt uit Modriča, deze club speelt sinds 2003 in de Bosnische Premijer Liga. Ook zijn er in de stad een volleybalclub (OK Modriča Optima), basketbal en een vechtsportvereniging te vinden.
Federatie van Bosnië en Herzegovina:

Banovići · Bihać · Bosanska Krupa · Bosanski Petrovac · Bosansko Grahovo · Breza · Bugojno · Busovača · Bužim · Čapljina · Cazin · Čelić · Centar · Čitluk · Drvar · Doboj Istok · Doboj Jug · Dobretići · Domaljevac-Šamac · Donji Vakuf · Foča-Ustikolina · Fojnica · Glamoč · Goražde · Gornji Vakuf-Uskoplje · Gračanica · Gradačac · Grude · Hadžići · Ilidža · Ilijaš · Jablanica · Jajce · Kakanj · Kalesija · Kiseljak · Kladanj · Ključ · Konjic · Kreševo · Kupres · Livno · Ljubuški · Lukavac · Maglaj · Mostar · Neum · Novi Grad · Novo Sarajevo · Novi Travnik · Odžak · Olovo · Orašje · Pale-Prača · Posušje · Prozor-Rama · Ravno · Sanski Most · Sapna · Široki Brijeg · Srebrenik · Stari Grad · Stolac · Teočak · Tešanj · Tomislavgrad · Travnik · Trnovo · Tuzla · Usora · Vareš · Velika Kladuša · Visoko · Vitez · Vogošća · Zavidovići · Zenica · Žepče · Živinice

De hoofdstad Sarajevo bestaat uit de gemeenten Centar, Novi Grad, Novo Sarajevo en Stari Grad.
Servische Republiek:

Banja Luka · Berkovići · Bijeljina · Bileća · Bosanska Kostajnica · Brod · Bratunac · Čajniče · Čelinac · Derventa · Doboj · Donji Žabar · Foča · Gacko · Gradiška · Han Pijesak · Istočni Drvar · Istočna Ilidža · Istočni Mostar · Istočno Novo Sarajevo · Istočno Sarajevo · Istočni Stari Grad · Jezero · Kalinovik · Kneževo · Kozarska Dubica · Kotor Varoš · Krupa na Uni · Srpski Kupres · Laktaši · Ljubinje · Lopare · Milići · Modriča · Mrkonjić Grad · Nevesinje · Novi Grad · Osmaci · Oštra Luka · Pale · Pelagićevo · Petrovac · Petrovo · Prijedor · Prnjavor · Ribnik · Rogatica · Rudo · Šamac · Šekovići · Šipovo · Sokolac · Srbac · Srebrenica · Teslić · Trebinje · Trnovo · Ugljevik · Ustiprača · Višegrad · Vlasenica · Vukosavlje · Zvornik